# Paradise Hills (2019)
Paradise Hills ist ein spanischer Science-Fiction-Thriller und eine märchenhafte Dystopie aus dem Jahr 2019 mit Emma Roberts in der Hauptrolle. Es ist Alice Waddingtons Debütfilm. Der Film hatte seine Weltpremiere am 26. Januar 2019 beim Sundance Film Festival und kam am 29. August 2019 in die deutschen Kinos.

## Handlung
Auf ihrer Hochzeit wird die reiche Uma von ihren Gästen gefeiert, die ihre neue Einstellung loben. Später wird sie von ihrem Ehemann Son aufs Bett gedrückt, der erfreut feststellt, wie viel gehorsamer sie ist, begleitet von den Worten: „Du warst vorher so kompliziert, aber jetzt – als hätte dieses Mädchen nie existiert…“
Uma erwacht unerwartet in einem märchenhaften Resort auf einer abgelegenen prachtvollen rosenumrankten Trauminsel. Nachdem sie zunächst flüchten will erklärt ihr die Herzogin und Anstaltsleiterin das Vorhaben: Dies sei ein Zentrum für seelische Heilung und sie sei hier für eine zweimonatige Therapie, in der renitente Mädchen zu sittsamen Damen umerzogen werden. Ihre Eltern aus der Oberschicht hätten gut gezahlt und das Ergebnis sei, sie für ihren vorbestimmten Gatten Son zu ermutigen. Uma hat jedoch kein Interesse und möchte viel lieber mit Markus, einen jungen Mann aus der Unterschicht, eine Beziehung. Sie lernt drei Mädchen kennen, mit denen sie eine Flucht per Boot plant. Sie erfahren, dass der abendliche milchige Trank sie in Tiefschlaf versetzt, also würgen sie das Mittel wieder heimlich heraus. Als das Mädchen Yu weggebracht wird, folgen die anderen Mädchen ihr bis in einen Operationssaal. Dort überwältigen sie gemeinsam die Operateure. Sie stolpern in ein Überwachungszentrum und sehen Profile ihrer selbst auf den Bildschirmen. In einem tiefen Areal schließlich treffen sie auf ihre Doppelgängerinnen: Frauen der Unterschicht, die als perfekte Kopien einmal den Platz der privilegierten Klasse einnehmen sollen.
Uma und Chloe gelangen in einen Garten, wo sie die leblosen Körper ehemaliger Paradise-Gefangener sehen, darunter auch Amarna, die von Rosendornen umschlungen sind. Uma sieht, wie sich die Herzogin, die sich als vampirischer Rosenstock entpuppt, von Chloes Körper ernährt und sich in die Ranken einwickelt, während die Herzogin sich darauf vorbereitet, sie zu ihrem nächsten Opfer zu machen. Umas Doppelgängerin rettet sie jedoch, indem sie vorgibt, die echte Uma zu sein, und lenkt die Herzogin so weit ab, dass Uma sie mit einem Skalpell töten kann. Uma und ihrem Replikanten, Anna, gelingt es, in einem Ruderboot zu entkommen. Anna offenbart, dass sie nicht in ihr früheres Leben zurückkehren kann, und so entwickeln sie und Uma einen Plan. Anna kehrt zu Umas wohlhabender Familie zurück, gibt sich als Uma aus und heiratet Son. In der Hochzeitsnacht bleibt sie unten, während Uma selbst Son verführt und ihn ersticht, bevor sie Sex haben können. Anna kann sich somit nichts zuschulden kommen lassen, da sie unten unter den vielen Zeugen war, als der Mord geschah. Anna „entdeckt“" Sons Leiche und schreit um Hilfe, da sie nun ihr Leben als reiche Witwe leben kann. Uma, die sich gerächt hat, flieht in die Nacht, um ein neues Leben zu beginnen.

## Produktion
Im November 2017 wurde bekannt gegeben, dass Emma Roberts und Danielle Macdonald der Besetzung beigetreten waren. Im März 2018 folgte die Bekanntgabe für Eiza González. Milla Jovovich, Jeremy Irvine und Awkwafina traten der Besetzung im April 2018 bei.
Die Dreharbeiten begannen im April 2018. Die meisten Aufnahmen entstanden in der spanischen Gemeinde Gáldar auf Gran Canaria und in Barcelona.

## Kritik
Der Film stieß auf die Zustimmung von 64 Prozent aller bei Rotten Tomatoes ausgewerteten Kritiken und erreichte hierbei eine Bewertung von 6,4 der möglichen 10 Punkte.
Auf Metacritic erzielte er eine durchschnittliche Bewertung von 50 %.
Leslie Felperin vom Hollywood Reporter schrieb, „Worte können den wahrhaft verschwenderischen Bühnenbildern und Kostümen, die hier gezeigt werden und die so schillernd, kompliziert und bizarr sind, dass sie als nützliche Ablenkung dienen, nicht gerecht werden.“
Auch Louisa Moore vom Screen Zealots äußerte sich ähnlich: „Manchmal ist ein Film so gut gemacht und weckt so sehr Interesse, dass es eine Schande wäre, für die Mühe nicht einfach zu applaudieren.“
Carlos Aguilar von The Wrap schrieb: „Der Film stellt den narrativen Rahmen in Frage und verwandelt veraltete Archetypen in Individuen mit Handlungsmacht. Die Prinzessinnen brauchen keinen Ritter, um ihren Gefängnissen zu entkommen; sie können sie selbst in die Luft jagen“, findet aber den Schluss „konstruiert“ und schreibt: „Es ist ein gut gemeinter Versuch, der phantasievollen Geschichte mehr gesellschaftspolitisch relevantes Drama zu verleihen, aber es fehlt an Wirkung, weil es mit einer Vielzahl konkreterer Überlegungen konkurrieren muss.“
Rabea Weihser von Zeit Online ist der Auffassung, dass der Film eine „[…] Collage aus Alice im Wunderland, Die roten Schuhe, Die Frauen von Stepford und Westworld […]“ und eine „[…] ästhetische und intellektuelle Implosion auf ganz vielen erzählerischen Ebenen“ sei.